# Вайн (Германия)
Вайн (нем. Wain) — община в Германии, в земле Баден-Вюртемберг. 
Подчиняется административному округу Тюбинген. Входит в состав района Биберах.  Население составляет 1539 человек (на 31 декабря 2010 года). Занимает площадь 20,14 км².